# Жетысу айели
«Жетысу айели» (каз. «Жетісу Әйелі» — «Женщина Семиречья») — общественно-политический и литературный журнал. В начале 1924 вышло 2 номера. Тираж 3000 экз. Объём 4 п. л. Редактор — С. Есова. Журнал освещал положение казахских женщин в обществе.